# Vièla d'Aura
Vièla d'Aura (francès: Vielle-Aure) és un municipi francès situat al departament dels Alts Pirineus i a la regió d'Occitània. Limita al nord amb Gusha, a l'est amb Borisp, al sud amb Sent Lari e Sola, al sud-oest amb Biec i al nord-oest amb Aulon.

## Demografia
| 1962                                       | 1968 | 1975 | 1982 | 1990 | 1999 | 2007 |
| ------------------------------------------ | ---- | ---- | ---- | ---- | ---- | ---- |
| 230                                        | 196  | 221  | 206  | 285  | 343  | 356  |
| Des de 1962: població sense dobles comptes |      |      |      |      |      |      |

## Administració
| Període | Identitat     | Partit |
| ------- | ------------- | ------ |
| 2001-   | Maryse Beyrié | PS     |

## Galeria d'imatges

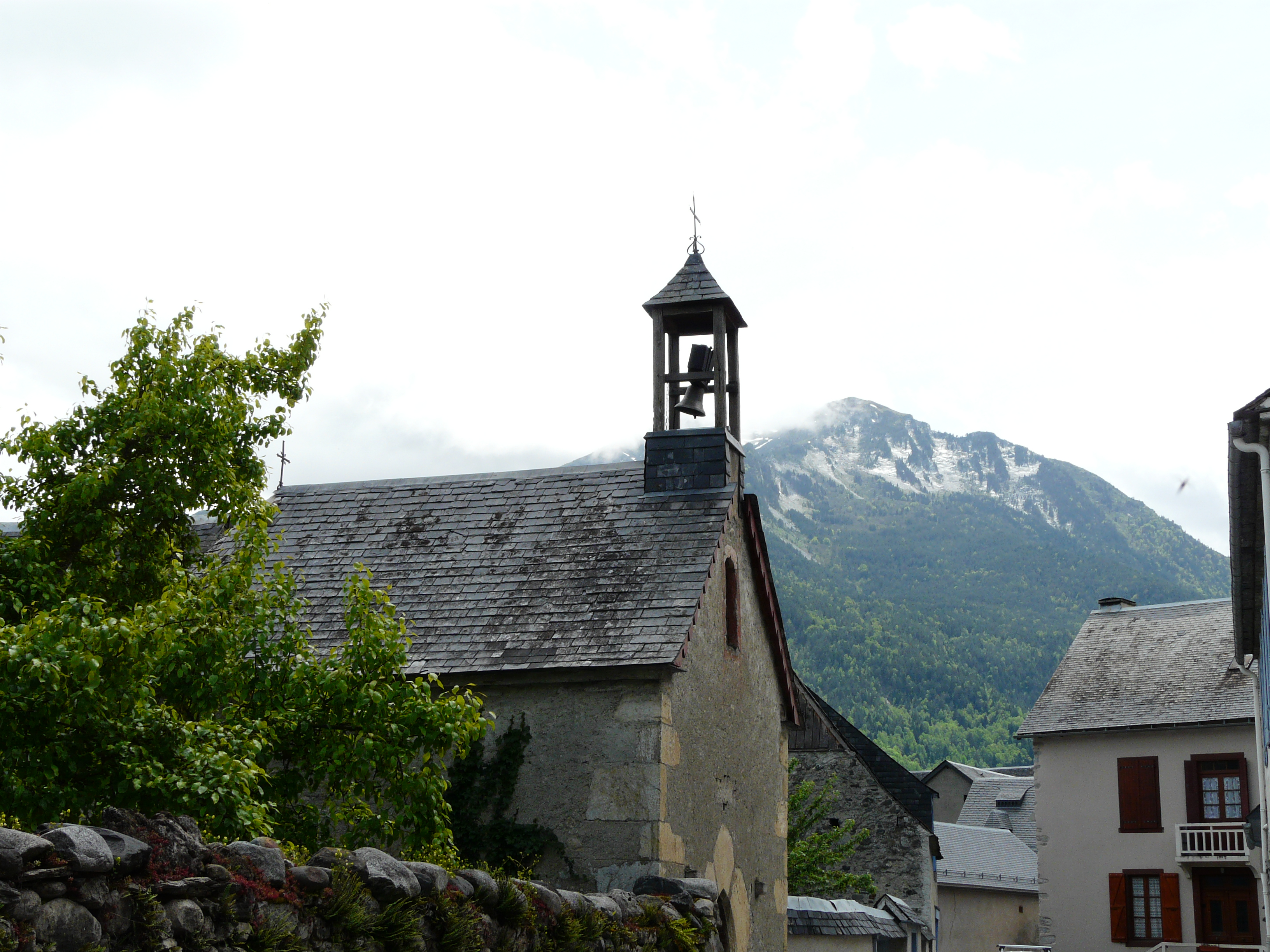
La capella de Sant Antoni de Pàdua
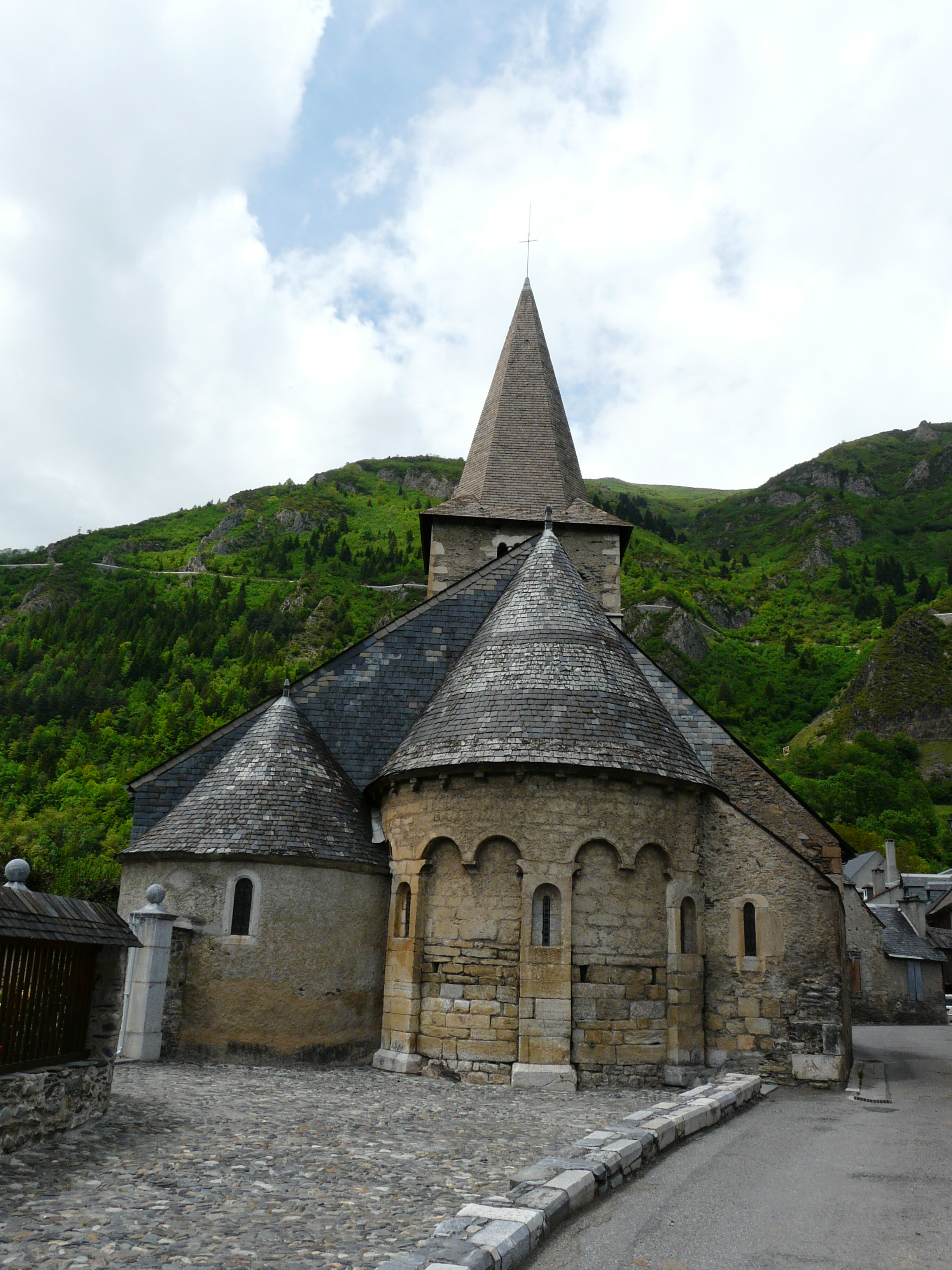
L'església de Sent Bartomeu
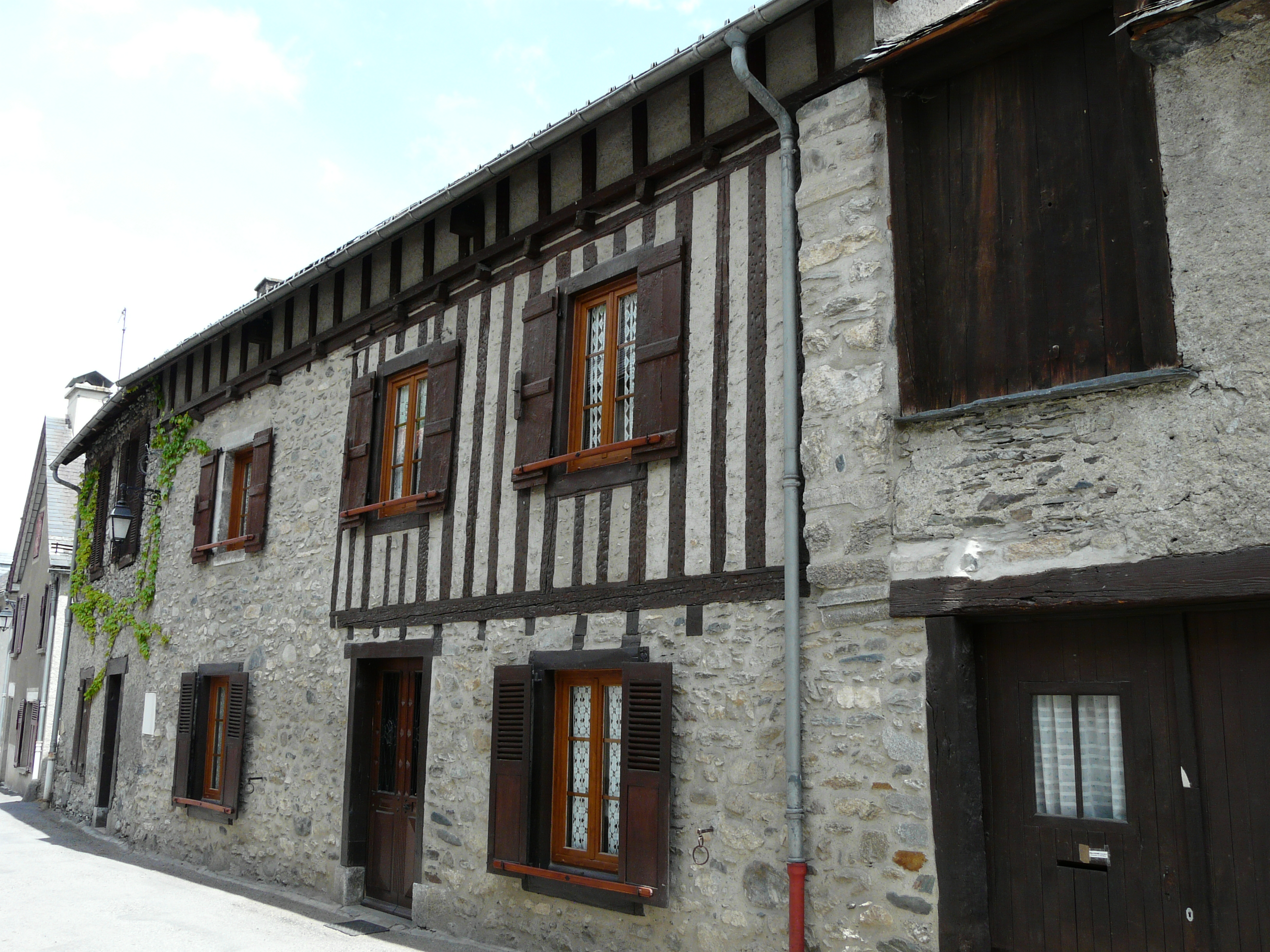
Casa típica
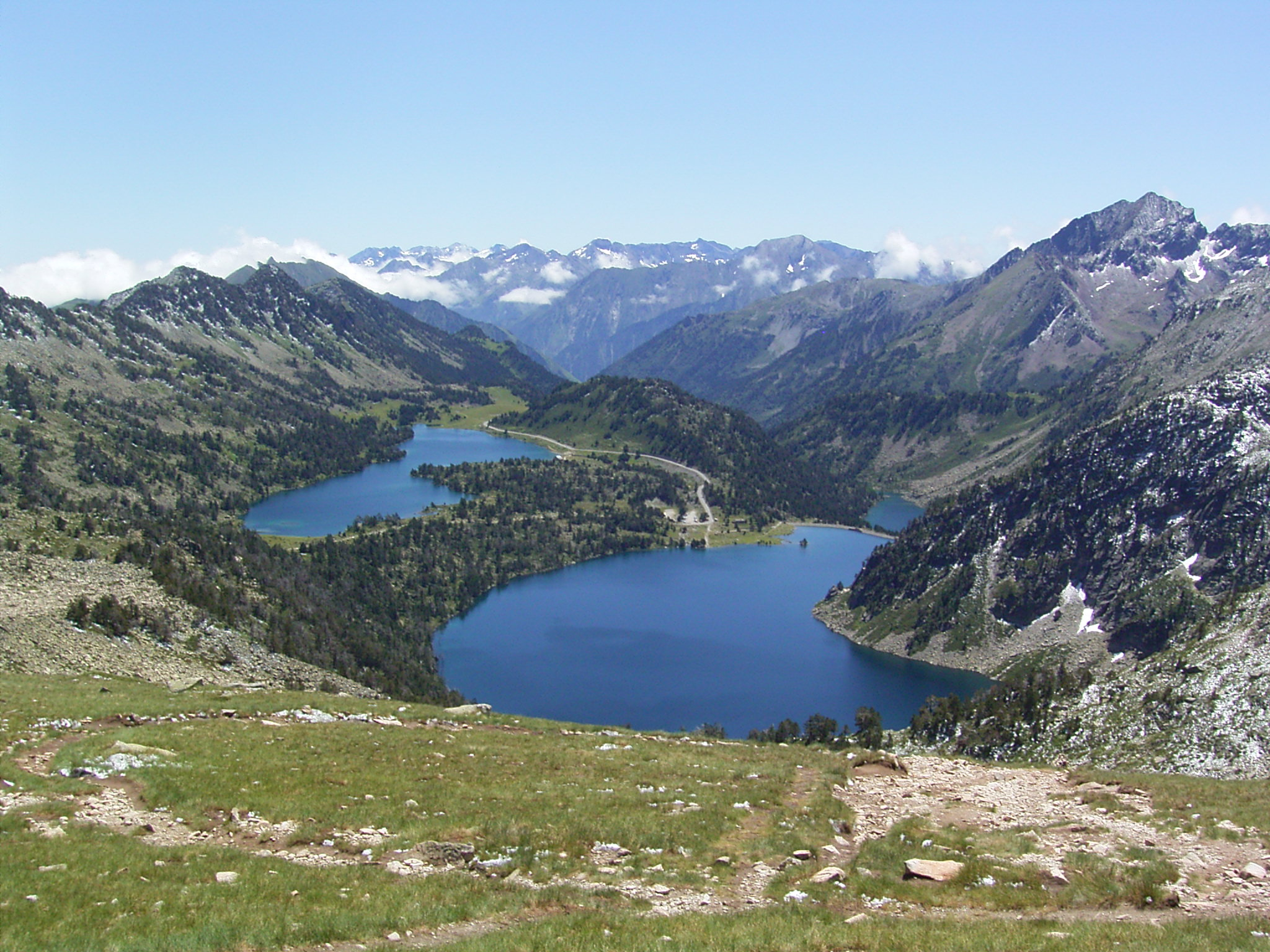
Els llacs d'Aubert i d'Aumar